# سوزان كيفر
سوزان كيفر (بالإنجليزية: Susan Kieffer)‏ هي جيولوجية وأستاذة جامعية أمريكية، ولدت في 17 نوفمبر 1942 في وارن في الولايات المتحدة.